# ويكيبيديا الأردية
ويكيبيديا الأردية (بالأردية: اردو ویکیپیڈیا) هي النسخة الأردية من موسوعة ويكيبيديا، أطلقت في يناير 2004. في مايو، 2025 وصل عدد المقالات 225٬181. وتحتل الطبعة المرتبة رقم 54 بين الويكيبيديات من حيث عدد المقالات، والمرتبة 21 من حيث العمق. كان هناك 10.5 مليون مشاهدة للموسوعة في مايو 2021.

## التاريخ
في البداية، واجهت ويكيبيديا الأردية مشاكل فنية مع الأبجدية الأردية. تكتب الأردية من اليمين إلى اليسار. نتيجة لذلك، يحتاج المستخدمون أحيانًا إلى تكوين أنظمة التشغيل ومتصفحات الويب الخاصة بهم وفقًا لذلك.
تستخدم ويكيبيديا الأردية حاليًا خط "Urdu Naskh Asiatype"، والذي يقدم ويوزع مجانًا بواسطة بي بي سي على موقع خدمة بي بي سي الأردية الإلكتروني. يستخدم الخط بشكل أساسي في نصوص المقالات والعناوين. لا تزال ترجمة واجهة ويكيبيديا وصفحات معلومات المشروع إلى الأردية قيد التنفيذ. تمت ترجمة بعض الصفحات حول كيفية التحرير.
في يناير 2016، احتلت ويكيبيديا الأردية المرتبة الأولى في عدد المقالات مقارنة باللغات الهندية الأخرى. في الهند، تستضاف أنشطة ويكيبيديا الأردية والترويج لها من قبل مجموعة مستخدمي ويكيميديا دحلفي. استضافت المجموعة أول برنامج تعليمي لها في ديوبند في فبراير 2020.
تحتلّ اللغة الأردية الصدارة بين اللغات المُعترَف بها دستورياً في الهند من حيث عددِ المقالاتِ المتوفّرة على ويكيبيديا.

## مسار التقدم
| التاريخ        | عدد المقالات |
| -------------- | ------------ |
| 19 يونيو 2006  | 1,000        |
| 13 أغسطس 2006  | 2,000        |
| 15 مارس 2007   | 5,000        |
| 29 مارس 2009   | 10,000       |
| 28 أكتوبر 2012 | 20,000       |
| 2014           | 40,000       |
| 24 أبريل 2014  | 50,000       |
| 12 أغسطس 2015  | 75,000       |
| 29 ديسمبر 2015 | 100,000      |
| ديسمبر 2017    | 125,000      |
| 23 نوفمبر 2019 | 150,000      |

## الإحصائيات
| عدد المستخدمين المسجلين | عدد المستخدمين النشيطين | عدد المقالات | صفحات المحتوى | عدد التعديلات | عدد الملفات المرفوعة | عدد الإداريين |
| ----------------------- | ----------------------- | ------------ | ------------- | ------------- | -------------------- | ------------- |
| 194٬175                 | 239                     | 225٬181      | 2٬200٬502     | 8٬725٬035     | 7٬701                | 8             |